# Hermann Ulbrich
Hermann Ulbrich-Sandreuter (* 1903 in Basel; † November 1980 ebenda) war ein Schweizer Dirigent und Kirchenmusiker.
Ulbrich gründete nach seiner Ausbildung zum Mittelschullehrer 1927 die Singknaben der evangelisch-reformierten Kirche Basel-Stadt, aus welchen die Knabenkantorei Basel hervorging. Als Mitglied des Basler Bach-Chors wurde er von dessen damaligem Leiter und Münsterorganist Adolf Hamm unterstützt. Ulbrich war zudem mit der damals in der Region weit bekannten Sängerin Helene Sandreuter verheiratet. Er führte den Chor 43 Jahre lang, bis er 1970 die Leitung an seinen Sohn, den Musiker Markus Ulbrich, übergab.
Ulbrich starb 1980 im Alter von 77 Jahren.